# Geoffrey Boxshall
Geoffrey Allan Boxshall (né le 13 juin 1950 ) est un zoologiste britannique et chercheur au Natural History Museum, travaillant principalement sur les copépodes .

## Jeunesse
Fils de Jack Boxshall, directeur de banque canadien, et de Sybil Boxshall (née Baker), fonctionnaire au service des achats du ministère de la Défense, il fait ses études au Churcher's College de Petersfield de 1961 à 1968 . Il est vice-capitaine du Collège 1967-1968 et capitaine du Hockey XI 1968. Il joue au rugby (flanker côté ouvert) pour le comté de Hampshire lors des saisons 1966–1967 et 1967–1968. Il obtient un baccalauréat ès sciences de première classe en zoologie en 1971 et un doctorat en 1974 de l'Université de Leeds.

## Carrière
Boxshall est un biologiste de l'organisme entier avec un intérêt particulier pour les crustacés copépodes. Ceux-ci sont omniprésents dans les systèmes aquatiques mais tous rayonnent d'une origine hyperbenthique dans les eaux marines peu profondes. De multiples lignées de copépodes ont colonisé les eaux pélagiques, douces et souterraines ouvertes, et ont colonisé presque tous les autres phylums métazoaires comme hôtes en adoptant le parasitisme comme mode de vie. L'objectif principal de ses recherches est d'identifier et de comprendre les moteurs générant les modèles de biodiversité des copépodes aux plus grandes échelles. Il se concentre principalement sur les parasites : l'évolution répétée du parasitisme chez les copépodes offre des opportunités d'examiner l'utilisation de différents taxons hôtes et d'explorer les modèles de spéciation autour des principaux événements de colonisation ou de changement d'hôte .
En 1994, il devient membre de la Royal Society  et en 1998, il reçoit le prix d'excellence en recherche de la Crustacean Society ,.
En 1974, il rejoint le département de zoologie du Muséum d'histoire naturelle et rejoint les sciences de la vie en 2014 .
Boxshall est secrétaire de la Société zoologique de Londres  en 2011 et vice-président du Linnean Society Council de 2012 à 2013 .

## Travaux
- Rony Huys, Geoffrey Allan Boxshall, Évolution des copépodes, Ray Society, 1991, (ISBN 978-0-903874-21-2)
- Pathogens of wild and farmed fish: sea lice, Horwood, coll. « Ellis Horwood books in aquaculture and fisheries support », 1993 (ISBN 978-0-13-015504-7)
- C. D. Todd, M. S. Laverack et Geoffrey Allen Boxshall, Coastal marine zooplankton: a practical manual for students, Cambridge Univ. Press, 2006 (ISBN 978-0-521-55533-3)
- Geoffrey Allan Boxshall, Sheila H. Halsey, Une introduction à la diversité des copépodes, Volume 2, Ray Society, 2004, (ISBN 978-0-903874-31-1) [6]